# マウン・エイ

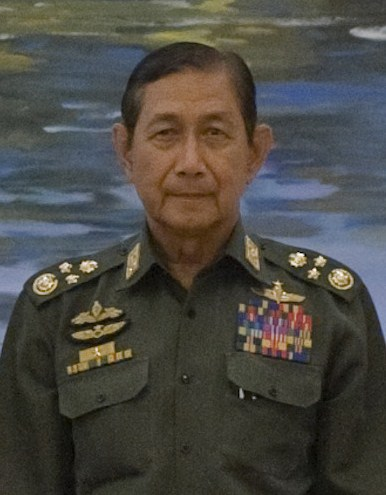
マウン･エイ（2010年）

マウン・エイ（ビルマ語: မောင်အေး、Maung Aye、1937年12月25日 - ）は、ミャンマーの軍人。階級は上級大将補。
2011年まで国家平和発展評議会（SPDC）の副議長を務めていた。ザガイン管区シュウェボー郡カンバル出身。
国軍士官学校の一期生として卒業後、各地の実戦部隊を転々としながら昇進を重ねた。民主化勢力に妥協を許さない保守派のリーダー格とみられており、2004年には穏健派のキン・ニュンを失脚へ追い込んだ。1993年より国軍副司令官及び陸軍司令官を務めていたが、2011年2月4日に全ての役職から退いて引退したと発表された。タン・シュエのライバルと目されていたことから、民政移管に伴うタン・シュエ自身の国家元首引退後の身の安全を確保するために失脚させられたとされている。